# Saint-Georges-de-Luzençon
Saint-Georges-de-Luzençon – miejscowość i gmina we Francji, w regionie Oksytania, w departamencie Aveyron. W 2013 roku jej populacja wynosiła 1560 mieszkańców. Przez gminę przepływa rzeka Tarn (rzeka). 